# Ada Perkins
Ada Cecille Perkins Flores (ngày 07 tháng 9 năm 1959 - 24 tháng 5 năm 1980) là một nữ hoàng sắc đẹp người Puerto Rico và là người đại diện cho Puerto Rico trong cuộc thi Hoa hậu Hoàn vũ 1978.
Năm 1980, Puerto Rico đã xúc động bởi các phương tiện truyền thông đưa tin về cái chết của bà, kết quả từ những chấn thương kéo dài trong một vụ tai nạn ô tô ở San Juan.

## Những năm đầu
Perkins, người lớn tuổi nhất trong ba anh chị em, được sinh ra ở Ponce, Puerto Rico bởi cha mẹ là Oswald Evan Perkins từ San Juan và Ada Flores Sanchez. Bà đã được giáo dục tiểu học và trung học tại Trường St. John ở khu vực Condado và sau đó tại Học viện Del Perpetuo Socorro (Học viện Trợ giúp vĩnh viễn) ở Miramar. Bà tốt nghiệp trung học năm 1977 và ghi danh tại Đại học del Sagrado Corazon nơi bà theo học báo chí.

## Người mẫu và thí sinh sắc đẹp
Perkins là người mẫu tham gia quảng cáo truyền hình cho nhiều công ty khác nhau, trong số đó: "Chicklets Adams", " Texaco ", " thuốc lá Salem " và cho "INDULAC" (Ngành sản xuất sữa của Puerto Rico). Năm 1978, bà đại diện cho Puerto Rico trong cuộc thi sắc đẹp Miss Teen International được tổ chức tại Oranjestad, Aruba. Perkins đứng ở vị trí thứ 3.
Vào tháng Năm cùng năm đó, Perkins đã đại diện cho thành phố San Juan trong cuộc thi Hoa hậu Puerto Rico và giành được danh hiệu. Hoa hậu Puerto Rico là cuộc thi sơ khảo quốc gia chính thức cho cuộc thi quốc tế Hoa hậu Hoàn vũ. Mỗi năm sự kiện được tổ chức để chọn người đại diện từ đảo đến cuộc thi. Theo đề cập ở trên, Perkins được chụp hình với chiếc khăn choàng và vương miện của Hoa hậu Puerto Rico mà cô được quyền mặc trong triều đại đương nhiệm của mình.
Sau đó, bà đến Acapulco, México, nơi bà đại diện cho Puerto Rico trong cuộc thi Hoa hậu Hoàn vũ đầu tiên do nước đó tổ chức. Margaret Gardiner đến từ Nam Phi đã giành danh hiệu Hoa hậu Hoàn vũ được tổ chức vào ngày 21 tháng 7 năm 1978.
Năm 1979, Perkins đăng quang người kế vị của bà với danh hiệu Audrey Teresa López (Hoa hậu Mayaguez) trong một sự kiện có sự hiện diện của nam diễn viên Erik Estrada.

## Tử vong
Năm 1980, bà và bạn trai của mình, Luis A. Ballester có liên quan đến một vụ tai nạn ô tô xảy ra khi họ đang đi du lịch tới nhà bà ở Punta las Marias, San Juan. Bà đã chết ở San Juan, Puerto Rico, do những thương tích kéo dài trong vụ tai nạn.